# 峯水亮
峯水 亮（みねみず りょう、1970年〈昭和45年〉12月3日 - ）は、日本の写真家。
日本写真家協会（JPS）会員 一般社団法人日本写真著作権協会 著作権ID HJPI320110003244 水中撮影（動画・写真）が専門。清水町ふるさと大使

## 経歴
1997年、海の風景や生物の撮影を専門とするフリーの写真家として独立。
2000年、29歳の時に文一総合出版より「ネイチャーガイド 海の甲殻類」を刊行。以後、国内外の潜水取材を続けながらダイビング雑誌「ダイビングワールド」や「月刊 ダイバー」等で記事の執筆を続けた。
2015年、18年間の浮遊生物撮影の集大成として平凡社より「日本クラゲ大図鑑」を刊行。Black Water Dive®の商標登録(第5812594号)を所有し、さまざまな浮遊生物をフィールドで観察できるイベントBlack Water Dive®を国内外で開催中。
2016年、海のプランクトンをフィールドで撮影した組写真「 儚（はかな）くも、逞（たくま）しく生きる小さな生き物たちの世界」によって、第五回日経ナショナル ジオグラフィック写真賞グランプリを受賞。
2017年6月、米国のニューヨーク市にて初の個展「The Secret World of Plankton」を開催。ナショナル ジオグラフィック 英語版サイト、ナショナル ジオグラフィック フランス語版サイトBBC NEWSなど、世界各国のメディアが取り上げた。
2018年8月13日、日経ナショナル ジオグラフィック社より写真集「Jewels in the night sea 神秘のプランクトン」を刊行。同名の個展をキヤノンギャラリー銀座、キヤノンギャラリー名古屋、キヤノンギャラリー大阪にて開催。こちらもThe Guardianをはじめとする世界各国のメディアに取り上げられた。
2019年2月20日、TBSの人気番組「クレイジージャーニー」海の神秘…プランクトンを28年間撮り続ける男!に出演。
2022年、Tシャツを専門に扱うショップgraniphとクリエイターとしてコラボレーション。2022年7月に静岡県駿東郡清水町にオープンした幼魚水族館の深海の幼魚を科学するFloor Fに写真が常設展示。2022年8月22日、MBS 毎日放送「情熱大陸」にて海洋生物写真家 峯水亮として出演。
2023年4月10日、静岡県清水町のふるさと大使に任命。
2024年 SPEEDO社の競泳用水着として、PLANKTON COLLECTIONが発売

## 受賞歴
- 2016年 第五回日経ナショナル ジオグラフィック写真賞 グランプリ受賞[27]
- 2019年 日本写真協会賞・新人賞[28]
- 2021年 TOKYO INTERNATIONAL FOTO AWARDS Nature部門 水中カテゴリ金賞とNature部門2位同時受賞[29]
- 2021年 TOKYO INTERNATIONAL FOTO AWARDS Book-Nature部門 写真集「Jewels in the night sea 神秘のプランクトン」銀賞受賞[30]
- 2022年 HIPA (The Hamdan Bin Mohammed Bin Rashid Al Maktoum International Photography Awards) 第11回のテーマNatureにて"Jumeirah"が1st place winnerを受賞[31]

## 著書
- 「ネイチャーガイド 海の甲殻類」文一総合出版
- 「日本の海水魚466」文一総合出版
- 「サンゴ礁のエビハンドブック」文一総合出版
- 「Jewels in the night sea 神秘のプランクトン」日経ナショナル ジオグラフィック社
- 「世界で一番美しいイカとタコの図鑑」エクスナレッジ
- 「世界で一番美しいイカとタコの図鑑 愛蔵ポケット版」エクスナレッジ
- 「日本クラゲ大図鑑」平凡社
- 「ときめくクラゲ図鑑」山と溪谷社
- 「タコとイカはどうちがう?(いきものくらべるしゃしんえほん)」ポプラ社
- 「デジタルカメラによる 水中撮影テクニック」誠文堂新光社

## 連載
PHPのびのび子育て ふわふわゆらゆらふしぎ～なプランクトン（2020年7月号～12月号　全6回）
1. 玉乗り、うまいでしょ！
2. ママの手作りマイホーム
3. 精一杯、広げてます！
4. ぼくはクラゲ
5. 子どもギャング
6. バンザイ

しんぶん赤旗 日曜版 「海が教えてくれたこと」(2022年6月19日～2023年6月11日　全13回）
1. 2022年6月19日 オーストラリア
2. 2022年7月17日 タスマニア
3. 2022年8月21日 新潟県佐渡島
4. 2022年9月18日 佐賀県有明海
5. 2022年10月16日 沖縄県久米島
6. 2022年11月13日 静岡県大瀬崎
7. 2022年12月11日 ハワイ
8. 2023年1月15日 石垣島
9. 2023年2月12日 富山湾
10. 2023年3月12日 静岡県伊豆海洋公園
11. 2023年4月9日 沖縄県糸満
12. 2023年5月14日 屋久島
13. 2023年6月11日 オーストラリア

住友生命 情報誌「Felice（フェリーチェ）」働く人に贈る３号連続エッセイ 今の私を作るもの「海洋生物写真家 峯水亮」
1. 2023年4月 Vol. 191 第1話　海に生きる小さきものたちのきらめきを伝えたい
2. 2023年5月 Vol. 192 第2話　プランクトンの宝石のような美しさに魅せられ夜の海へ
3. 2023年6月 Vol. 193 第3話　海は豊かな教科書。小さな命をまなざすことで見えてくるもの

## 番組出演
- 2018年9月13日 ラジオ J-WAVE GOOD NEIGHBORS[32]
- 2019年2月20日 TBS「クレイジージャーニー」海の神秘…プランクトンを28年間撮り続ける男![33]
- 2019年7月19日 関西テレビ  "NMB とまなぶくん" 海に漂う美しい宝石！神秘の浮遊生物[34][35]
- 2019年10月21日 日本テレビ 世界まる見えテレビ特捜部 限界突破SP ゲスト出演[36][37]
- 2020年6月28日 日本テレビ「世界の果てまでイッテQ！」珍獣ハンターイモトジャパンツアー in 沖縄 ゲスト出演[38]
- 2020年8月19日 潜れさかなクン「探検!沈没船スペシャル」ゲスト出演[39]
- 2022年8月22日 MBS 毎日放送「情熱大陸」海洋生物写真家 峯水亮[40]
- 2022年11月27日 Popin Aladdin おうち de 思い出 Ep.26 おうち水族館
- 2022年12月23日 トコチャンワイド TOKAIケーブルネットワーク ゲスト出演
- 2023年4月11日 ukiukiワイド ももいろクラブ OVER THE DREAM # ラジオ共創ラボ with サントムーン Voice Cue エフエムみしま・かんなみ ゲスト出演
- 2023年4月18日 ukiukiワイド ももいろクラブ OVER THE DREAM # ラジオ共創ラボ with サントムーン Voice Cue エフエムみしま・かんなみ ゲスト出演
- 2023年7月2日 フジテレビ系列全国27局「爆笑問題の深海WANTED 9」何かが起きている!? 駿河湾×富山湾 テレビ初の大探査SP[41]
- 2024年7月1日 ＫーＭＩＸ モーニングラジラ「SUZUKI マスタートーク 8:30 - 8:40」
- 2024年7月7日 フジテレビ系列全国27局「爆笑問題の深海WANTED 10」衝撃！沖縄・神秘の海で新種大発見ＳＰ[42]
- 2025年4月13日（日）〜 10月13日（月）EXPO 2025 大阪・関西万博 夢洲博覧会会場（大阪府大阪市此花区）ZERI JAPAN パビリオン「BLUE OCEAN DOME」ドキュメンタリー　[43]

## トークイベント
- 2014年11月29日 特別図鑑外授業「海洋写真家とダイオウイカの博士が語るイカタコ撮影の裏話とダイオウイカの現在」窪寺恒己さん、峯水亮さん　トーク＆サイン会 東京堂書店神田神保町店6階　東京堂ホール[44]
- 2017年10月10日【JCUEセミナーNo.36】 水中写真家 峯水亮が語るプランクトンの世界 ～生きる知恵と逞しさ〜[45]
- 2019年6月19日 代官山蔦屋 Love The Sea And The Earth～100年後の子どもたちのために、今できること～ 田中律子×峯水亮×アイサーチ・ジャパン [46]
- 2023年1月7日 14:00~15:00 ようぎょそ！2023年カリブ館長の新春夢対談 場所：幼魚水族館[47]
- 2023年4月8日 16:05～16:55 マリンダイビングフェア2023 AOI, Fisheye, Nauticam, RGBlue, SEA&SEA提供 石垣幸二×峯水亮 情熱幼魚！糸満の海より魅惑の夜更しを語る[48]
- 2023年7月8日 第1回幼魚サミット 第2部 15:00～16:30 「幼シャンズ11 ～私が幼魚をすきなわけ～」[49] 場所： 清水町地域交流センター 多目的ホール
- 2023年7月29日 13:00～ 峯水亮写真展 phenomenon+ オープニングイベント＆スライドトークショー[50] 場所：清水町地域交流センター 多目的ホール
- 2023年8月6日 13:00～14:20 スペシャル対談 水中写真家中村征夫さんを迎えて『海の小さな生き物たちと取り巻く環境』[50]場所：清水町地域交流センター 多目的ホール
- 2023年11月16日「夢講座」場所：清水町立清水中学校 (静岡県)[51]
- 2023年12月18日 「裾野市ほんものに触れる学習事業」プランクトンの世界 場所：裾野市立深良小学校[52][53][54]
- 2024年2月4日 13:30～14:30「プランクトンの“ちえ”と“わざ”と“みらい”」主催：海のみらい静岡友の会 共催：一般社団法人海洋文化・研究拠点化推進協議会 場所：THE SIX STADIUM[55][56]

## 番組撮影
- 2014年11月2日 NHK ダーウィンが来た！生きもの新伝説「体を張って大接近！凶暴魚ゴマモンガラ」[57]
- 2018年11月11日 NHK ダーウィンが来た！「ご注意！海の超キケン生物」
- 2018年3月4日 NHK ダーウィンが来た！「海のチアリーダー！キンチャクガニ」
- 2019年3月3日 TBS 世界遺産 パラオ 南部ラグーンのロックアイランド群
- 2020年3月18日 NHK ダーウィンが来た！「アンビリーバボー！クラゲの超世界」
- 2020年4月5日,4月12日 TBS 世界遺産 放送25年スペシャル インド洋の秘境！巨大なリング状の島　アルダブラ環礁（セイシェル諸島）
- 2020年6月28日 日本テレビ「世界の果てまでイッテQ！」珍獣ハンターイモトジャパンツアー in 沖縄
- 2020年8月10日 NHK BSプレミアム ワイルドライフ「山口 青海島 想定外!クラゲの超世界を探る」
- 2020年8月19日 NHK 潜れさかなクン「探検!沈没船スペシャル」[39]
- 2022年8月22日 MBS 毎日放送「情熱大陸」海洋生物写真家 峯水亮[40]
- 2023年7月2日 フジテレビ系列全国27局「爆笑問題の深海WANTED 9」何かが起きている!? 駿河湾×富山湾 テレビ初の大探査SP[41]
- 2023年12月6日 BS-TBS「美しい日本に出会う旅」#410 松下洸平 さんがご案内する浅利陽介 さんの旅！『お魚天国！西伊豆ダイビング松下洸平×浅利陽介 にっこり旅』[58][59]
- 2024年7月7日 フジテレビ系列全国27局「爆笑問題の深海WANTED 10」衝撃！沖縄・神秘の海で新種大発見ＳＰ[42]

## 写真展
- 2017年 個展 ”The Secret World of Plankton"  Foto Care Gallery  ニューヨーク アメリカ（2017年6月21日～6月25日）[60]
- 2018年 個展 "Jewels in the night sea"  CANON Gallery 銀座（2018年8月20日～8月29日）, CANON Gallery 名古屋（2018年9月6日～9月12日）, CANON Gallery 大阪（2018年9月20日～9月26日）
- 2019年 東京写真月間2019 日本写真協会賞受賞作品展 2019年5月31日～6月6日, FUJIFILM SQUARE, 六本木, 東京
- 2020年 日本写真家協会 2020新入会員展 アイデムフォトギャラリーシリウス,東京（2020年7月9日～7月15日）. 富士フイルムフォトサロン大阪（2020年８月28日～9月3日）
- 2020年 キヤノンギャラリー企画展：光の中へ part 1 - messages from the photographers - CANON Gallery 銀座（2020年8月17日～9月2日）CANON Gallery 大阪（2020年9月17日～9月30日）
- 2022年 個展 "phenomenon ～プランクトンの荘厳な世界～" CANON Gallery 銀座（2022年11月15日～11月26日）
- 2023年 個展 "phenomenon ～プランクトンの荘厳な世界～" CANON Gallery 大阪（2023年2月21日～3月4日）
- 2023年 個展 "phenomenon+ フェノメノン プラス ー プランクトンの世界[50] 清水町地域交流センター (2023年7月29日～8月13日）

## 研究論文
- D.J. Lindsay, M.M. Grossmann, R. Minemizu (2011), Sphaeronectes pagesi sp. nov., a new species of sphaeronectid calycophoran siphonophore from Japan, with the first record of S. fragilis Carré, 1968 from the North Pacific Ocean and observations on related species. Plankton and Benthos Research, 6 (2): 101-107.
- S. Kubota, Y. Hirano, S. Ikeguchi, R. Minemizu, M. Kitamura (2012) Wide geographical distribution of Atorella vanhoeffeni (Cnidaria, Scyphozoa, Coronatae) in Japan. Biogeography, 14: 83-86.
- S. Kubota, R. Minemizu (2014) Green fluorescence protein (GFP) detected in a medusa of Atorella vanhoeffeni (Cnidaria, Scyphozoa, Coronatae) in Japan. Kuroshio Biosphere, 10: 1-2.
- T. Komai, R. Minemizu (2014). A new species of the pontoniine shrimp genus Eupontonia (Crustacea: Decapoda: Caridea: Palaemonidae) from the Ryukyu Islands, Japan. Zootaxa, 3784(2): 171–178.[61]
- T. Komai, J. Okuno, R. Minemizu (2015) New records of two species of the coral reef shrimp genus Thor Kingsley, 1878 (Crustacea: Decapoda: Thoridae) from the Ryukyu Islands, Japan. Zootaxa, 4013(3): 399-412.
- D.J. Lindsay, M.M. Grossmann, B. Bentlage, A.G. Collins, R. Minemizu, R.R. Hopcroft, H. Miyake, M. Hidaka-Umetsu, J. Nishikawa (2017) The perils of online biogeographic databases: a case study with the ‘monospecific’ genus Aegina (Cnidaria, Hydrozoa, Narcomedusae), Marine Biology Research, 13(5): 494-512. DOI: 10.1080/17451000.2016.1268261
- Y. Nakamura, R. Minemizu, N. Saito（2019) “Rhizarian rider”―symbiosis between Phronimopsis spinifera Claus, 1879 (Amphipoda) and Aulosphaera sp. (Phaeodaria). Marine Biodiversity, 49: 2193-2195.
- S. Toshino, M. Tanimoto, R. Minemizu (2019) Olindias deigo sp. nov., a new species (Hydrozoa, Trachylinae, Limnomedusae) from the Ryukyu Archipelago, southern Japan. ZooKeys, 900: 1-21.[62]
- 澤井悦郎, 峯水亮 (2022)．日本近海で初めて撮影されたイカ類との相互作用を示す生きたヤリマンボウ幼魚の記録．Ichthy, Natural History of Fishes of Japan, 20: 44-50.
- M. Watabe, R. Minemizu, H. Miyake (2022), First Record of Pandeid Jellyfish, Eutiara decorata Berberian, Michenet and Goy, 2021 (Hydrozoa, Anthoathecata, Pandeidae), from Japan. Hydrobiology 2022, 1(2): 139-145.
- 戸篠祥, 峯水亮, 兼城涼香 (2023). ゴトウカタアシクラゲ (ヒドロ虫綱花クラゲ目) の琉球列島からの初記録. Fauna Ryukyuana, 67: 1-5.[63]
- D. Krupenko, A. Miroliubov, E. Kryukov, L. Faure, R. Minemizu, L. Haag, M. Lundgren, P. Kameneva, M.E. Kastriti, I. Adameyko(2023), Polymorphic parasitic larvae cooperate to build swimming colonies luring hosts. Current Biology, 33: 1-8.
- S. Toshino, R. Minemizu, Y. Nozoe, H. Akiyama, (2024) Tregouboviopsis gemmula, a new species of Hydrozoa (Anthoathecata, Ptilocodiidae), with new record of Tregouboviopsis perradialis from Japan. Plankton and Benthos Research, 19 (3), 153-160.
- S. Toshino, R. Minemizu, S. Kaneshiro (2024) New record of a hydromedusa Wuvula ochracea (Hydrozoa: Leptothecata) from Japan. Biogeography, 26: 21-24 DOI: doi.org/10.11358/biogeo.26.21
- 川島 菫, 峯⽔ 亮, 笹井隆秀, 杉本親要, 池⽥ 譲 (2024) 野外採集された浮遊期稚ダコの飼育による成⻑過程の観察と種同定の試み. 日本水産増殖学会 第22回大会 ポスター発表[64]
- 伴　和幸・峯水　亮・加山藍子・佐藤洋一 (2025) 沖縄県久米島沖で撮影された特異的な形態をもつクロボウズギス科魚類トゲボウズギス属の仔魚の記載 神奈川県立博物館研究報告（自然科学）54号: 219–222.

## インタビュー
- 海洋写真家・峯水亮はなぜプランクトンを撮るようになったのか ocean+α
- 水中写真家という生き方 峯水 亮 Diver Online
- Ryo Minemizu Interview Japan Diving JNTO[65]
- „Ich will zeigen, wie kostbar das Leben ist“ Ryo Minemizu fotografiert seit 30 Jahren im Pazifik. Wir haben ihn zwischen zwei Tauchgängen erwischt Fluter 84. [66]
- 水中写真家 作品探訪 峯水亮 Marine diving web

## アンバサダー
- OMS JAPAN　2021年～継続中 [67]
- Nauticam JAPAN　2021年～継続中
- 清水町ふるさと大使[68]　2023年～継続中 [4]
- Ultralight Camera Solutions 　2025年4月～継続中

## インフルエンサー
- Marelux Senior influencer Apollo III 2.0 Strobe 2024年～継続中[69]